# 韋塞利尼夫卡 (敖德薩州)
47°20′41″N 30°43′59″E / 47.34472°N 30.73306°E

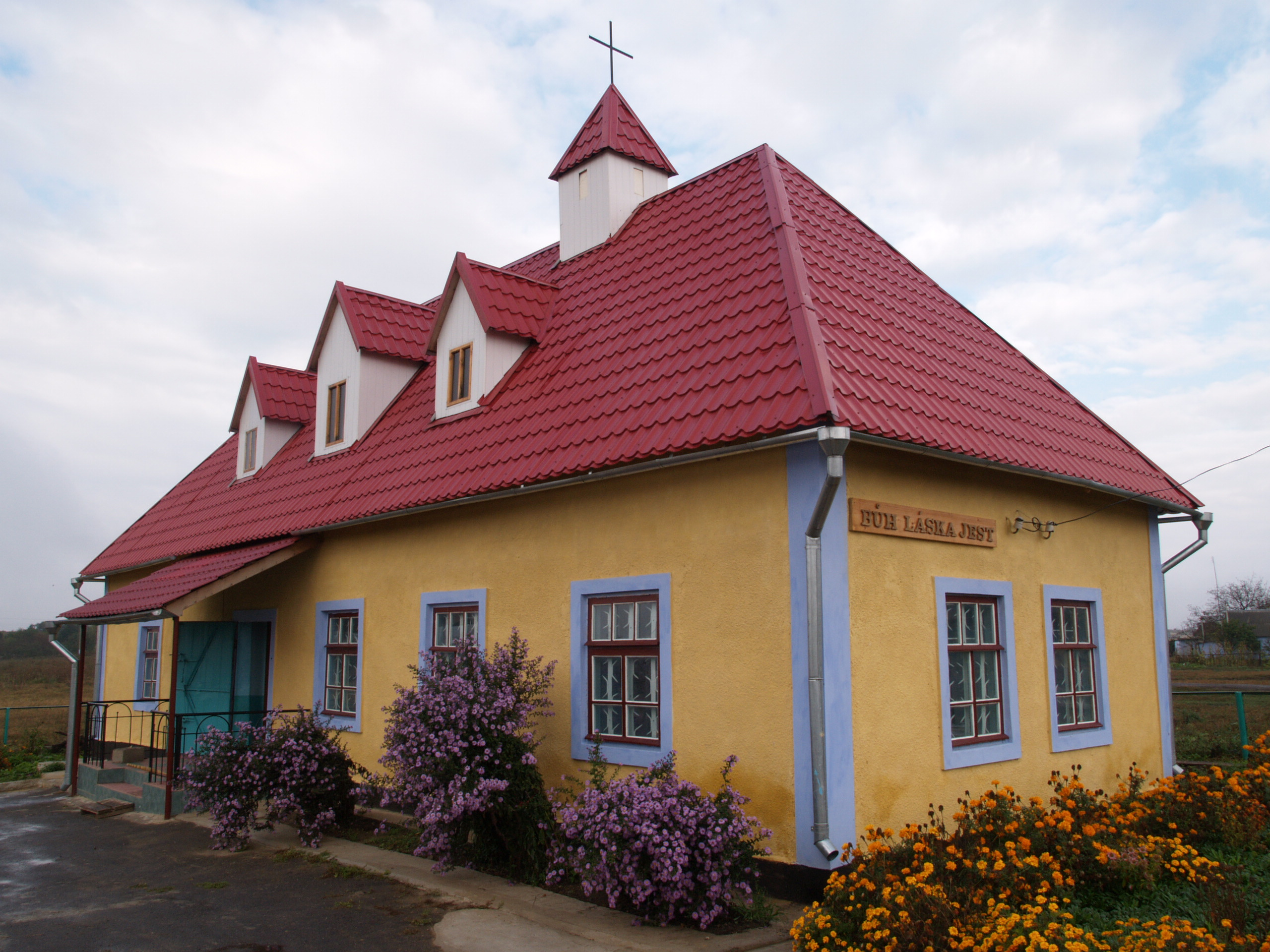

韋塞利尼夫卡（羅馬化：Veselynivka）是位於烏克蘭南部敖德薩州貝雷濟夫卡區貝雷濟夫卡市鎮的村莊。該村始建於1912年，面積1.32平方公里，海拔高度109米，2001年人口213，人口密度每平方公里161.5人。